# ぶらり駅弁味な旅
『ぶらり駅弁味な旅』（ぶらりえきべんあじなたび）は、ありま猛ときり・きりこによる日本の漫画。駅弁をテーマにした料理・グルメ漫画兼鉄道漫画兼紀行漫画で、『リイドコミック』（リイド社）にて1985年から1993年まで『道連れ弁当』として隔週連載された。主人公が鉄道旅行をしながら駅弁を紹介していく。

## 登場人物
暇田強
出版社のギャンブル好き編集部員。
味川かおり
新入部員。

## 書誌情報
- ありま猛、きり・きりこ『道連れ弁当』 リイド社〈SPコミックス〉、全14巻
  1. 1986年12月1日発売、ISBN 978-4845804511
  2. 1987年3月1日発売、ISBN 978-4845804528
  3. 1987年7月1日発売、ISBN 978-4845804535
  4. 1987年12月1日発売、ISBN 978-4845804542
  5. 1988年6月1日発売、ISBN 978-4845804559
  6. 1988年12月1日発売、ISBN 978-4845804566
  7. 1989年6月1日発売、ISBN 978-4845804573
  8. 1989年11月1日発売、ISBN 978-4845804580
  9. 1990年6月1日発売、ISBN 978-4845804597
  10. 1990年12月1日発売、ISBN 978-4845804603
  11. 1991年6月1日発売、ISBN 978-4845804610
  12. 1991年12月1日発売、ISBN 978-4845804627
  13. 1992年7月1日発売、ISBN 978-4845804634
  14. 1992年12月1日発売、ISBN 978-4845804641

- ありま猛＆きり・きりこ 『ぶらり駅弁味な旅』 リイド社〈リイド・コミックス〉、全4巻
  1. 「全国駅弁大会」2004年4月16日発売 ISBN 978-4-8458-2809-8
  2. 「絶品!!かにすしの巻」 2004年5月17日発売 ISBN 978-4-8458-2810-4
  3. 「美味！蝦夷わっぱの巻」 2004年7月16日発売 ISBN 978-4-8458-2811-1
  4. 「極上！舟弁当の巻」 2004年8月3日発売 ISBN 978-4-8458-2812-8